# لتوایلر
لتوایلر (به آلمانی: Lettweiler) یک شهر در آلمان است که در باد کرویتسناخ واقع شده‌است.